# Фльорянув (Сілезьке воєводство)
Фльорянув (пол. Florianów) — село в Польщі, у гміні Попув Клобуцького повіту Сілезького воєводства.
Населення — 138 осіб (2011).
У 1975-1998 роках село належало до Ченстоховського воєводства.

## Демографія
Демографічна структура станом на 31 березня 2011 року:
|          | Загалом | Допрацездатний вік | Працездатний вік | Постпрацездатний вік |
| -------- | ------- | ------------------ | ---------------- | -------------------- |
| Чоловіки | 70      | 16                 | 47               | 7                    |
| Жінки    | 68      | 11                 | 40               | 17                   |
| Разом    | 138     | 27                 | 87               | 24                   |